# Fundação Casa de Jorge Amado
A Fundação Casa de Jorge Amado é uma organização não-governamental e sem fins lucrativos brasileira com sede no casarão que fica de frente para o Largo do Pelourinho, em Salvador, Bahia. É uma instituição cultural com várias atividades e um núcleo de pesquisas, com documentação sobre o próprio Jorge Amado, Zélia Gattai e a literatura baiana, aberta à visitação e dando destaque a cursos, seminários, oficinas, ciclos de conferências, palestras, lançamentos de livros e discos, exposições, com enfoque nos temas literários, artísticos e das ciências humanas.
Seu objetivo é preservar, pesquisar e divulgar os acervos bibliográficos e artísticos de Jorge Amado, além de incentivar e apoiar estudos e pesquisas sobre a vida do escritor e sobre a arte e a literatura baianas. A fundação tem também como missão a criação de um fórum permanente de debates sobre cultura baiana — especialmente sobre a luta pela superação das discriminações raciais e sócio-econômicas.
A sua criação contou com a colaboração fundamental do próprio Jorge Amado e sua esposa, Zélia Gattai, e da escritora Myriam Fraga — falecida em fevereiro de 2016, a escritora lutava contra a leucemia.

## Histórico
Em 1982, Jorge Amado comemorou 70 anos de idade e 50 anos de literatura. Naquela época, algumas instituições, no Brasil e no exterior, faziam pressão para que o escritor doasse seu acervo literário, a fim de que este pudesse ser melhor preservado e estudado. Contudo, sua esposa, a também escritora Zélia Gattai, se opunha à ideia, afirmando que o acervo pertencia aos baianos e, portanto, deveria permanecer na Bahia.
Dois anos mais tarde, Myriam Fraga trouxe à tona, novamente, a questão da necessidade de se fundar uma casa que guardasse o acervo de Jorge. A Universidade Federal da Bahia, cujo reitor era então Germano Tabacof, se propôs a iniciar a tarefa de organizar os documentos — num trabalho de reconhecimento, catalogação e preparação do acervo –, que até este momento estavam guardados na casa do escritor, no bairro do Rio Vermelho, em Salvador. Os responsáveis eram uma equipe de professores da Escola de Biblioteconomia da UFBA.
O acervo era realmente importante, embora grande parte dos documentos, anteriores a 1950, tivesse sido destruída, não só em razão das perseguições políticas durante o regime do Estado Novo, como também pela sua natural dispersão durante os anos de exílio.
Muitos políticos e empresários se envolveram com a criação da Casa. Na época presidente, José Sarney prometeu total apoio ao projeto. Os dois casarões escolhidos para abrigar a Fundação, tombados como Patrimônio Histórico, foram doados pelo Governo do Estado da Bahia e pelo BANEB. A construtora Odebrecht (atual OEC) se encarregou das instalações elétrica e hidráulica, além de equipamentos de prevenção contra incêndio para maior segurança do acervo.
Em 1986, foi criada a Fundação Casa de Jorge Amado, que seria inaugurada em 07 de março de 1987. A festa de abertura durou o dia inteiro. Teve início às 11h com o discurso do presidente José Sarney. O abade do Mosteiro de São Bento, D. Timóteo Amoroso Anastácio, realizou a bênção católica das instalações e o babalorixá Luís da Muriçoca procedeu à limpeza da Casa, com incenso e folhas sagradas. À tarde, ocorreu o padê, cerimônia que abre as obrigações do candomblé, da qual participaram algumas das mais importantes casas-de-santo da Bahia através de seus representantes.
À noite, uma grande festa reuniu, em um show memorável, grandes artistas: Zezé Motta, Grande Otelo, Batatinha, Riachão, Gereba e Bebel Gilberto, Afoxé Filhos de Gandhy, Caetano Veloso, Gilberto Gil, Dorival Caymmi, Edil Pacheco, Geraldo Azevedo, Moraes Moreira e Waltinho Queiroz. A atriz baiana Nilda Spencer foi responsável por comandar a festa, à qual compareceram mais de 20.000 pessoas. “(...) Assisti de uma janela ao começo da festa, não tive condições de ficar até o fim, o coração tem seus limites”, Jorge Amado.

## Casarões-sede
A Fundação Casa de Jorge Amado localiza-se nos casarões de número 47, 49 e 51 do Centro Histórico de Salvador. No casarão de nº 68 da Rua Alfredo Brito, também conhecida como Rua das Portas do Carmo, a poucos metros da sede da Fundação, viveu Jorge Amado. Cenário de vários episódios de romances de Jorge Amado, o Pelourinho já corria o mundo com as histórias de Dona Flor, Pedro Arcanjo, Tereza Batista, Quincas e mais uma dezena de personagens que, calcados no imaginário do escritor, podem ainda hoje ser confundidos com diversos tipos populares que percorrem suas ruas sombreadas de sobrados.

## Símbolo
"Quem guarda os caminhos da cidade do Salvador da Bahia é Exu, orixá dos mais importantes na liturgia dos candomblés, orixá do movimento, por muitos confundido com o diabo no sincretismo com a religião católica, pois ele é malicioso e arreliento, não sabe estar quieto, gosta de confusão e de aperreio. Postado nas encruzilhadas de todos os caminhos, escondido na meia-luz da aurora ou do crepúsculo, na barra da manhã, no cair da tarde, no escuro da noite, Exu guarda sua cidade bem-amada. Ai de quem aqui desembarcar com malévolas intenções, com o coração de ódio ou de inveja, ou para aqui se dirigir tangido pela violência ou pelo azedume: o povo dessa cidade é doce e cordial e Exu tranca seus caminhos ao falso e ao perverso."
Por pedido do próprio Jorge Amado, como símbolo e guardião da Fundação foi escolhido Exu, dos mais poderosos orixás da liturgia do candomblé. Senhor das encruzilhadas, Exu abre portas, fecha caminhos, protege seus afilhados e guarda as portas da Fundação — ali plantado em rito solene por Mãe Stella de Oxóssi, das mais respeitadas ialorixás da Bahia –, representado pela escultura de ferro de Tati Moreno, doado pelo escritor James Amado.
“Apenas um reduzido grupo, no alto do Pelourinho, assistiu em silêncio ao ritual de assentamento. Mãe Stella, em trajes simples, sem a indumentária que as mães-de-santo costumam usar nas cerimônias dos terreiros, mas com a autoridade de guardiã dos conhecimentos da religião de seus antepassados, colocou, no fundo da pequena cava preparada com antecedência, o Axé, a força que emana da crença no Orixá e que, resistindo a séculos de perseguições, conseguiu sobreviver e manter unido o povo negro da Bahia”.
Uma vez escolhido o símbolo, Carybé, grande amigo de Jorge Amado e membro fundador da instituição, tratou de personificá-lo através de um desenho que, pela simplicidade do traço e pela força da representação, identificasse a Fundação, conferindo-lhe personalidade e reconhecimento de suas proposições e ações.

## Atividades
Para manter viva a memória do escritor — que já teve seus livros traduzidos para 49 línguas e publicados em 55 países — desde que foi inaugurada, a Casa de Jorge Amado conta com uma exposição permanente de documentos, fotografias, livros, suas apropriações populares, adaptações e objetos relacionados. Também estão expostos prêmios recebidos por Jorge e fotos tomadas por Zélia Gattai, documentando o dia-a-dia do autor.
Complementarmente, para atender à carência de um movimento editorial na Bahia, dinamizar a literatura e fomentar a revelação de novos escritores, foi criado o Projeto Editorial Casa de Palavras, que já conta com 142 publicações. Também são objetivos da Fundação Casa de Jorge Amado apoiar e incentivar estudos sobre as letras baianas, debater a realidade brasileira e dinamizar a literatura.
A instituição realiza também cursos, seminários, oficinas, ciclos de conferências, palestras, lançamentos de livros e discos e exposições, individualmente e em colaboração com outras instituições.
“Uma casa de palavras, fiel ao destino que lhe traçaram desde o início, quando era apenas um sonho. Casa de Jorge Amado — múltipla, inquieta, mutável e mutante, que a cada dia se renova, hospitaleira e receptiva”.
A adoção, sugerida por James Amado, da frase Se for de paz, pode entrar, como lema da Casa, procurou expressar o desejo dos que elegeram este espaço como um local em que se privilegiasse o entendimento entre contrários, na busca da harmonia e da fraternidade, contra toda forma de discriminação.

### Divisão de Pesquisa e Documentação
A Divisão de Pesquisa e Documentação guarda cerca de 250 mil documentos, distribuídos em três acervos.
O principal, o Fundo Jorge Amado, reúne a documentação pessoal do escritor e os registros da gênese, da publicação, das traduções, da circulação e das leituras da obra. Trata-se de livros de sua autoria em edições brasileiras e portuguesas, e as traduções em 44 idiomas; publicações em periódicos; artigos; letras de música e publicações em co-autoria; trabalhos como tradutor e organizador; documentos pessoais; correspondências; originais; certificados; diplomas; condecorações; troféus; medalhas e placas recebidas no Brasil e no exterior. Além de teses, estudos e citações sobre o autor, biografias, adaptações de sua obra para cinema, teatro e televisão, fotografias, filmes, fitas de vídeo, discos, cartazes e outros.
O Fundo Zélia Gattai conta de uma coleção de obras publicadas pela escritora, traduções, recepção crítica e um valioso arquivo de fotografias (estimado em 21 mil negativos) que documentam a trajetória de Jorge Amado nos últimos sessenta anos. Parte dessa coleção de fotografias foi publicada, em 1986, pela editora Corrupio, sob o título Reportagem Incompleta, em edição esgotada; no livro Jorge Amado Fotobiografia, pelas edições Alumbramento; e pela revista Exu de nº 28.
O terceiro fundo reúne documentos sobre a própria Fundação, abrangendo desde as primeiras ideias e providências para sua criação aos registros de atividades e promoções, ao longo de seus 24 anos de existência. Também fazem parte deste acervo quadros, esculturas e outras obras de arte doadas à instituição, a coleção completa da revista Exu e dos livros editados pela Coleção Casa de Palavras.

### Programas e projetos
Sendo a Fundação Casa de Jorge Amado primordialmente destinada ao fazer literário, torna-se por demais evidente que fosse concebida como núcleo irradiador de ações com vistas à produção literária, prestigiando e promovendo a atividade profissional do escritor.
Desse modo, a Fundação tem realizado cursos, oficinas, seminários e palestras, além de orientar e incrementar visitas de escolas, com acompanhamento de monitores, buscando despertar o interesse dos alunos.
Através de projetos especiais, como o "Com a Palavra o Escritor", tem-se procurado aproximar autores e público, com ênfase na promoção de escritores baianos, provocando o debate, a crítica e a transmissão da experiência pessoal desses autores.

### Casa de Palavras
Buscando estimular, desenvolver e prestigiar o fazer literário na Bahia e no Brasil, a Fundação Casa de Jorge Amado lançou o programa editorial Casa de Palavras.
A primeira publicação lançada foi a revista Exu, cujas 36 edições alcançaram grande sucesso, chegando a uma tiragem de cinco mil exemplares. Com o objetivo de ser porta-voz da Casa de Jorge Amado, a Exu buscou também promover escritores, ilustradores e designers baianos, reconhecendo e divulgando seu trabalho.
A Coleção Casa de Palavras foi criada para fomentar o movimento editorial baiano e atualmente aglomera 12 linhas editoriais: Ensaio, Poesia, Arte, Acervo Jorge Amado, Memória, Ficção, Literatura, Co-edições, Inéditos, Desenhos, Teatro e Recôncavo.
Com um catálogo editorial prestigiado pela crítica e alguns títulos já esgotados ou em segunda edição, a Coleção Casa de Palavras tem livros adotados em algumas universidades: Meu amigo Marcel Proust, romance de Judith Grossmann, foi adotado no exame vestibular da Universidade Federal de Alagoas; O sequestro do barroco na formação da literatura brasileira: o caso Gregório de Mattos, de Haroldo de Campos, já em 2ª edição, na USP e na PUC-SP, e, nesta última, também foi adotado o livro Armadilhas da memória, de Jerusa Pires Ferreira. Igualmente vêm sendo adotados, em cursos regulares da UFBA, os livros Adonias Filho: a representação épica da forma dramática, de Maria da Conceição Paranhos e A arte de traduzir, de Ildásio Tavares.